# سينثيا فريند
سينثيا فريند (بالإنجليزية: Cynthia Friend)‏ هي كيميائية أمريكية، ولدت في 16 مارس 1955 في هاستينغس في الولايات المتحدة.